# Operación Cerezos en Flor por la Noche
La Operación Cerezos en Flor por la Noche (en japonés: 夜櫻作戰, Hepburn: Yozakura Sakusen) fue un plan desarrollado por Shirō Ishii en 1945 para librar una guerra biológica contra los centros de población civil en el sur de California en los Estados Unidos durante los últimos meses de la Segunda Guerra Mundial, utilizando patógenos creados por miembros del Escuadrón 731 de Ishii.

## Antecedentes
El Escuadrón 731 fue creado específicamente por el Ejército Imperial Japonés en Harbin, China (entonces parte del Manchukuo ocupado por los japoneses) para investigar la guerra biológica y química, mediante la realización de experimentos en humanos de todas las edades. Durante la segunda guerra sino-japonesa y más tarde la Segunda Guerra Mundial, los japoneses habían encapsulado la peste bubónica, el cólera, la viruela, el botulismo, el ántrax y otras enfermedades en bombas que solían arrojar sobre los combatientes y no combatientes chinos. Según el Simposio Internacional sobre los Crímenes de Guerra Bacteriológica del 2002, el número de personas muertas por la guerra bacteriológica del Ejército Imperial Japonés y experimentos en humanos fue de alrededor de 580.000.
Durante los primeros meses de guerra con los Estados Unidos después del ataque a Pearl Harbor, Japón planeó usar armas biológicas contra los estadounidenses. Durante la Campaña de Filipinas en marzo de 1942, los japoneses consideraron liberar 90 kg de pulgas portadoras de la peste —unos 150 millones de insectos— en cada uno de diez ataques separados, pero los estadounidenses se rindieron en Bataan antes de que se implementara el plan. En noviembre de 1944, Japón lanzó un total de 9.300 bombas incendiarias y antipersona transportadas por globos que fueron diseñados para elevarse a 10.000 metros, y dirigidos hacia el este por la corriente en chorro hacia los Estados Unidos continentales. Estos mataron a seis civiles estadounidenses cerca de Bly, Oregón, que se estrellaron contra una granja en Medford, Oregón, y causaron un cortocircuito en las líneas eléctricas que suministraban electricidad para las bombas de enfriamiento del reactor nuclear en las instalaciones de producción del Proyecto Manhattan en Hanford, Washington. El sistema de emergencia restauró la energía. Durante la batalla de Iwo Jima, se consideró otro ataque biológico contra los estadounidenses. El piloto Shoichi Matsumoto contó más tarde cómo se suponía que dos planeadores que transportaban patógenos serían remolcados sobre la batalla y liberados, pero los planeadores que se suponía que despegarían del Japón continental al aeródromo de Matsumoto en el distrito de Pingfang en preparación para el ataque nunca llegaron a su destino.

## La operación
Durante los últimos meses de la guerra, Ishii se estaba preparando para un ataque a larga distancia contra Estados Unidos con armas biológicas. Esta operación, cuyo nombre en código era Cerezos en Flor por la Noche, requería el uso de aviones para propagar durante la noche la peste en San Diego. El plan finalizó el 26 de marzo de 1945. Cinco de los nuevos submarinos de largo alcance clase I-400 iban a ser enviados a través del Océano Pacífico, cada uno con tres aviones Aichi M6A Seiran cargados con pulgas infectadas con la peste. Los submarinos debían salir a la superficie y lanzar la aeronave hacia el objetivo, ya fuera para lanzar la plaga a través de bombas transportadas en globo o para estrellarse en territorio enemigo. De cualquier manera, la plaga infectaría y mataría a miles de personas en el área. La misión era extremadamente arriesgada para los pilotos y submarinistas, probablemente una misión kamikaze. Un piloto bajo el mando de Ishii, Ishio Kobata, recordó el plan en 1998:
"Shiro Ishii me habló directamente sobre la misión kamikaze Cerezos en Flor por la Noche, que fue nombrada por el propio Ishii. Yo era el líder de un escuadrón de diecisiete. Entendí que la misión era esparcir pulgas contaminadas en la base del enemigo y contaminarlas con la peste."
El plan estaba pensado para comenzar el 22 de septiembre de 1945, pero no se realizó debido a la rendición de Japón el 15 de agosto de 1945. El Jefe del Estado Mayor del Ejército, Yoshijirō Umezu, vetó el plan al principio por razones de logística, pero comenzó a volver a abrazar la idea a principios de agosto de 1945, una vez que la Armada Imperial Japonesa dijo que tenían algunos submarinos de largo alcance más capaces para transportar aviones sin encontrar problemas importantes en el camino. Arata Mizoguchi, quien era comandante del Escuadrón 731 en la Armada Imperial Japonesa, dijo que para el 15 de agosto solo se habían construido tres submarinos clase I-400, pero estimó que, para el 2 de septiembre, dos o tres más se habrían construido de haber continuado la guerra.